# Râul Beg
Râul Beg este un curs de apă, afluent al râului Nergana. 